# Leptotarsus goyazanus
Leptotarsus goyazanus är en tvåvingeart som först beskrevs av Alexander 1940.  Leptotarsus goyazanus ingår i släktet Leptotarsus och familjen storharkrankar. Inga underarter finns listade i Catalogue of Life.